# Opanas Andrijewskyj
Opanas Mychajlowytsch Andrijewskyj (ukrainisch Опанас Михайлович Андрієвський, russisch Афана́сий (Пана́с) Миха́йлович Андрие́вский Afanassi (Panas) Michailowitsch Andrijewski; * 1878 in der Powiat Uman, Gouvernement Kiew, Russisches Kaiserreich; † 16. Mai 1955 in Spittal an der Drau, Österreich) war ein ukrainischer Jurist, sozialer Aktivist und Politiker. Er war Mitglied des Direktoriums der Ukrainischen Volksrepublik.

## Leben
Opanas Andrijewskyj kam im Bezirk Uman in der heute ukrainischen Oblast Tscherkassy zur Welt.
Er absolvierte 1906 das „Juristische Lyzeum Demidov“ in Jaroslawl und beschäftigte daraufhin einige Zeit mit wissenschaftlicher Arbeit, bevor er eine Anwaltskanzlei in Kiew leitete und dort als Rechtsanwalt, später als Richter tätig war.
Er war, unter anderem mit Dmytro Antonowytsch, Mitbegründer der Revolutionären Ukrainischen Partei. Im Dezember 1917 wurde er Mitglied der Ukrainischen Partei der sozialdemokratischen Unabhängigen (Українська партія соціалістів-самостійників (УПСС)) und wurde er außerdem Mitglied der Ukrainischen National-Staats Union, später der Ukrainischen Nationalen Union und war einer der Organisatoren des Aufstandes gegen den Ukrainischen Staat (Hetmanat) unter Pawlo Skoropadskyj. Als Parteimitglied der Ukrainische sozialdemokratischen Unabhängigen wurde er in der Nacht vom 13. zum 14. November 1918 Gründungsmitglied des Direktoriums der Ukrainischen Volksrepublik, dem Exekutivorgan der Ukrainischen Volksrepublik. Ende April 1919 unterstützte er, gemeinsam mit führenden Mitgliedern der ukrainischen Partei der sozialdemokratischen Unabhängigen den gescheiterten Putsch des Generalleutnants der Armee der Ukrainischen Volksrepublik Wolodymyr Oskilko (Оскілко Володимир Пантелеймонович; 1892–1926) gegen Symon Petljura und Andrij Makarenko, in der Absicht, Jewhen Petruschewytsch zum Interims-Präsidenten der Ukraine zu ernennen. Nach Beendigung der Rebellion verließ er am 4. Mai 1919 das Direktorium.
Im Juni 1919 widersetzte Andrijewskyj sich der Verhaftung und Hinrichtung des Oberst der Ukrainischen Volksarmee Petro Bolbotschan (1883–1919), der der ukrainischen Regierung Passivität und Zusammenarbeit mit den Bolschewiki vorwarf und dem  die Teilnahme an einer groß angelegten Verschwörung vorgeworfen wurde.
Nach dem Ende der ukrainischen Unabhängigkeit emigrierte er in die Tschechoslowakei. Dort war er in Prag Professor für Zivilrecht und von 1935 bis 1937 Dekan der Rechtsabteilung an der Ukrainischen Freien Universität. In den 1920er Jahren war er Mitglied der politischer Exilorganisationen wie dem ukrainischen Zentralkomitee. Gemeinsam mit Fedir Schwez und Andrij Makarenko organisierte er in den Jahren 1928/29 die Ukrainische nationale Rada, die als zentrales Vertretungsorgan ukrainischer Emigranten gedacht war.
Ende der 1930er Jahre wechselte Andrijewskyj seinen Wohnort nach Österreich. Hier starb er 1955 in Spittal an der Drau in Kärnten und wurde auf dem Friedhof von Edling, einer Katastralgemeinde von Spittal, bestattet. Nachdem seine Grabstätte im Jahr 2005 kurz vor der Einebnung stand, wurde es restauriert. Am 22. März 1994 besuchte der Botschafter der Ukraine in Österreich Jurij Hnatkewytsch sein Grab.